# Oskarżenia o mord rytualny względem Żydów

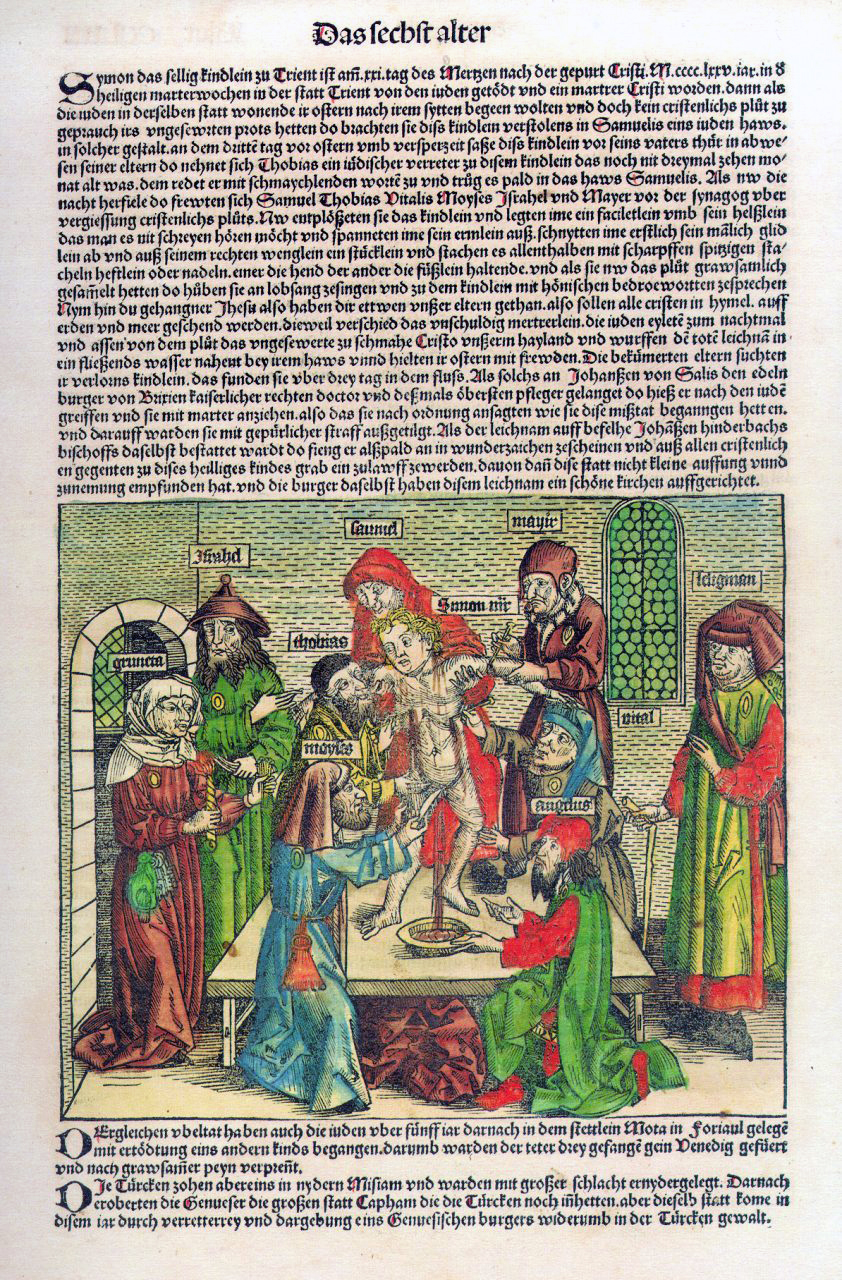
Rycina mająca przedstawiać historię Szymona z Trydentu, autorstwa Hartmanna Schedelsa (1493)

Oskarżenia o mord rytualny względem Żydów (hebr. ‏עלילת דם‎, alilat dam, jid. ‏aliles-dam‎, dosł. „oszczerstwo krwi”) – posądzenia, oparte na założeniu, że Żydzi używają ludzkiej krwi podczas swych obrzędów religijnych, głównie podczas świąt i z tego powodu, w celu jej pozyskania, co jakiś czas zabijają nieżydowskie dziecko.
Doniesienia o mordach rytualnych pojawiły się w XII wieku, rozprzestrzeniając się szybko po ówczesnej chrześcijańskiej Europie. Wierzono wówczas, że dla wyznawców judaizmu krew pochodząca od chrześcijańskich dzieci ma specjalne znaczenie i wysoką wartość. Z tego powodu niewyjaśnione zniknięcia dzieci tłumaczono często „mordem rytualnym popełnionym przez Żydów”. W niektórych przypadkach ofiarę uznawano za męczennika, wokół którego tworzył się kult religijny. Część z dzieci, które miały zostać zabite przez Żydów, zostały nawet kanonizowane i ogłoszone świętymi. Wielu papieży potępiało bezpośrednio lub pośrednio oskarżenia o popełnianie mordów rytualnych przez wyznawców judaizmu, choć ataki na Żydów często były popierane i organizowane przez niższy kler.
W różnych źródłach odnaleźć można zapisy o ponad 150 oskarżeniach o mord rytualny w chrześcijańskiej Europie.
W żydowskiej legendzie oskarżenie o popełnienie mordu rytualnego stało się powodem stworzenia golema przez rabina Jehudę Löwa ben Bekalela.

## Opisy mordu rytualnego

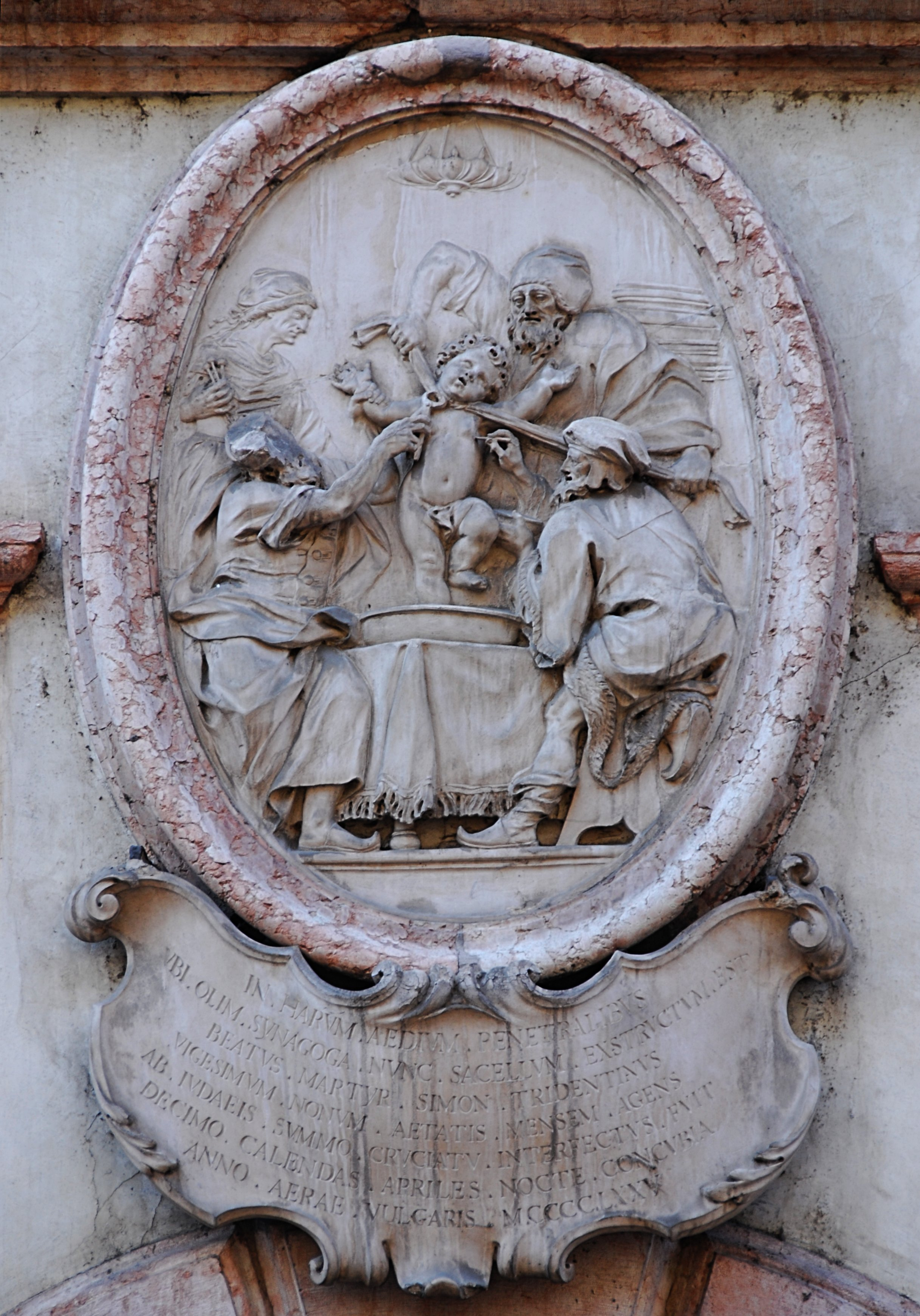
Relief ukazujący mord rytualny Szymona. (Trydent, Włochy)

Najczęściej mord rytualny popełniony przez Żydów opisywano w następujący sposób: dziecko, przeważnie chłopiec, było porywane lub czasem nawet kupowane od rodziców i umieszczane w ukrytym miejscu (domu prominentnego członka gminy żydowskiej, synagodze, piwnicy itp.), gdzie przebywało aż do śmierci. Przygotowania do mordu miały obejmować zwołanie uczestników rytuału z okolicznych miejscowości, przygotowanie narzędzi tortur i zbrodni. Następnie, według opowieści, tłum Żydów zbierał się w miejscu egzekucji (zazwyczaj nocą w synagodze) i odgrywał „proces”, w którym oskarżone było porwane dziecko. Miało ono być prezentowane przed „trybunałem” nagie i związane. Następnie następowało wydanie wyroku śmierci, po którym rzekomo torturowano dziecko. Opowieści wymieniały okaleczenia (także obrzezanie), nakłuwanie igłami, bicie, duszenie, biczowanie itd.
Ostatecznie półżywy chłopiec miał być koronowany koroną cierniową i przybity do krzyża. Następnie Żydzi rzekomo unosili krzyż, zbierając jednocześnie krew płynącą z ciała dziecka, zwłaszcza tę sączącą się z rąk, stóp i genitaliów. Miała ona być zlewana do misek i szklanic. Następnie, jak opowiadano, chłopca mordowano poprzez wbicie mu włóczni, miecza lub sztyletu w serce, a jego ciało zdejmowano z krzyża (w niektórych opowieściach następowało wówczas odprawianie obrzędów czarnej magii nad zwłokami). Wczesne legendy o mordzie rytualnym opisują jedynie tortury i agonię ofiary, sugerując, że śmierć dziecka była jedynym celem całego wydarzenia. Późniejsze opowieści podkreślają rzekome pragnienie krwi, jakim kierowali się Żydzi, którzy mieli potrzebować jej dla realizacji swych mistycznych celów.
Śmierć Williama z Norwich (zm. 1144) przypisana Żydom jest pierwszą znaną sprawą oskarżenia o popełnienie przez Żydów mordu rytualnego. Nie wspomniano w niej nic o rzekomym gromadzeniu krwi chłopca przez wyznawców judaizmu. Wątek pozyskania przez Żydów krwi potrzebnej do celów kultowych, terapeutycznych czy magicznych pojawia się w roku 1235 i odtąd staje się wątkiem głównym, dla jakiego miano dokonywać mordów rytualnych. Natomiast w opowieści o Hugh z Lincoln (zm. 1255) jest mowa o tym, że zaraz po śmierci chłopca jego ciało zostało zdjęte z krzyża i umieszczone na stole. Jego brzuch miał zostać rozcięty, a wnętrzności wyciągnięte na zewnątrz w celach okultystycznych. Oskarżenia związane ze sprawą Szymona z Trydentu (zm. 1475) zawierają natomiast szczegółowe opisy tego, jak ciało chłopca zawieszono nad dużym naczyniem w celu zebrania całości krwi dziecka.

Jak pisał Walter Laqueur: 

Razem było około 150 znanych spraw oskarżeń o mord rytualny (nie wspominając tysięcy plotek), czego rezultatem było aresztowanie i zabijanie Żydów, przede wszystkim w wiekach średnich... Niemal w każdym przypadku Żydzi byli zabijani, czasem przez wściekły tłum, czasem po torturach i procesie.

## Stosunek judaizmu do krwi i ofiary
Opisy rzekomych tortur i samego mordu, jakie rozpowszechniano, stoją w jaskrawej sprzeczności z wieloma zasadami judaizmu. Dekalog, którego treść zawarta jest w Torze, zakazuje zabijania. Dodatkowo, używanie krwi (ludzkiej, jak i zwierzęcej) do przyrządzania potraw jest zabronione przez zasady koszerności. Krew pochodząca od zabitych zwierząt nie może być konsumowana – należy ją wytaczać z mięsa i zasypywać w ziemi. Zgodnie z zapisami w Księdze Kapłańskiej, krew ze złożonych w ofierze zwierząt mogła znajdować się jedynie na ołtarzu Świątyni Jerozolimskiej (która nie istniała już w czasach, gdy pojawiały się oskarżenia o popełnienie mordu rytualnego przez Żydów względem chrześcijańskich dzieci). Co więcej, konsumpcja ludzkiego mięsa również jest niezgodna z zasadami koszerności.
Podczas gdy składanie ofiar ze zwierząt było częstą praktyką starożytnego judaizmu, Tanach (Stary Testament) i Halacha przedstawiają ofiary z ludzi jako coś, co odróżniało pogańskich Kanaanejczyków od Hebrajczyków. Poganie mieli dopuszczać się takich praktyk, starożytni Żydzi – nie. Co więcej, tym drugim groziła surowa kara, jeśli sprzeciwiliby się temu zakazowi. Kapłani żydowscy musieli zachowywać rytualną czystość, stąd nie mogli nawet przebywać w pomieszczeniu, w którym znajdowały się zwłoki.

Już w XIII w. niemiecki cesarz Fryderyk II Hohenstauf zwrócił się do komisji złożonej z wybitnych Żydów nawróconych na chrześcijaństwo, pytając, czy wyznawcy judaizmu potrzebują w Wielki Piątek krwi chrześcijańskiej dla celów rytualnych. Odrzekli oni, że: 

Ani Stary, ani Nowy Testament nie mówi, jakoby Żydzi łaknęli krwi ludzkiej; wręcz przeciwnie, stwierdzono wyraźnie w Biblii, w prawach Mojżesza i w żydowskich przepisach zwanych po hebrajsku Talmud, że nie powinni kalać się krwią. Ci, którym zabroniono choćby skosztować krwi zwierzęcej, na pewno nie mogą łaknąć krwi ludzkiej (1) ponieważ sama rzecz wzbudza grozę (2) ponieważ natura tego zabrania (3) ponieważ więzy człowieczeństwa również łączą Żydów z chrześcijanami, oraz (4) ponieważ nie narażaliby umyślnie swojego życia i majątku.

Prof. Jisra’el Juwal z Uniwersytetu Hebrajskiego w Jerozolimie w artykule opublikowanym w 1993 stwierdził, że oskarżenia o mord rytualny względem Żydów mogą mieć swoje korzenie w wydarzeniach z XII w. Podczas I wyprawy krzyżowej zdarzały się przypadki, kiedy to niektórzy wyznawcy judaizmu woleli raczej zabić własne dzieci i popełnić samobójstwo, niż stać się obiektem przymusowej konwersji. Według Yuvala chrześcijanie mieli wówczas nabrać przekonania, że skoro Żydzi są w stanie mordować swoich potomków, to mogą to czynić także z chrześcijańskimi dziećmi .

## Przypadki oskarżeń
Na przestrzeni dziejów Żydów wielokrotnie posądzano o dokonywanie mordów rytualnych. Odbył się także cały szereg procesów, w których oskarżonymi o zabijanie dzieci dla celów religijnych byli wyznawcy judaizmu. Przypadki takie miały miejsce od I wieku n.e. aż po czasy współczesne.

### Starożytność
Apion, grecko-egipski autor, przypisywał Żydom popełnianie w Świątyni Jerozolimskiej rytualnych mordów na złapanym przedtem cudzoziemcu. Utrzymywał on, że składali oni krwawą ofiarę co roku: 

łapią cudzoziemskiego Greka, tuczą go co roku, a następnie prowadzą do pewnego lasu, zabijają i składają w ofierze przy zwykłych sobie uroczystościach, zażywają jego wnętrzności i przysięgają na tę ofiarę z Greka, że zawsze pozostaną wrogami Greków.

Takie doniesienia doprowadziły do ataków na wyznawców judaizmu w Aleksandrii w 38 n.e., wynikiem których były tysiące ofiar. Sokrates Scholastyk twierdził, że pod koniec IV w n.e. grupa pijanych Żydów przybiła do krzyża chrześcijańskie dziecko (parodiując w ten sposób śmierć Chrystusa) i biczowała je tak długo, aż zmarło.
W 415 n.e. w Inmestarze w Syrii miało miejsce wydarzenie, które być może wpłynęło na późniejsze kształtowanie się legendy o mordzie rytualnym. Wówczas to, podczas obchodzenia święta Purim, grupa pijanych Żydów przybiła do krzyża chrześcijańskiego chłopca, który został następnie przez nich zabity. Od tego czasu pośród chrześcijan często pojawiało się twierdzenie, iż Purim jest świętem antychrześcijańskim, podczas którego Żydzi szydzą z krzyża.

### Średniowiecze

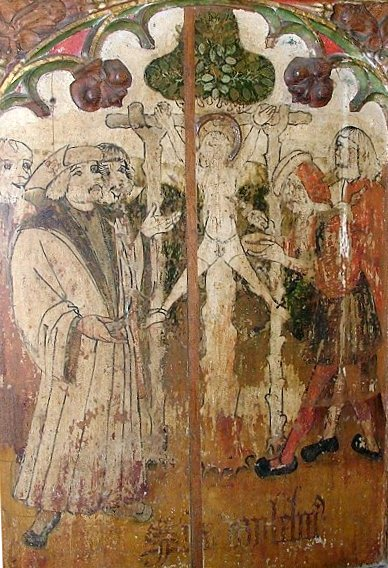
Ukrzyżowanie Williama z Norwich przedstawione na lektorium w kościele Świętej Trójcy w Loddon

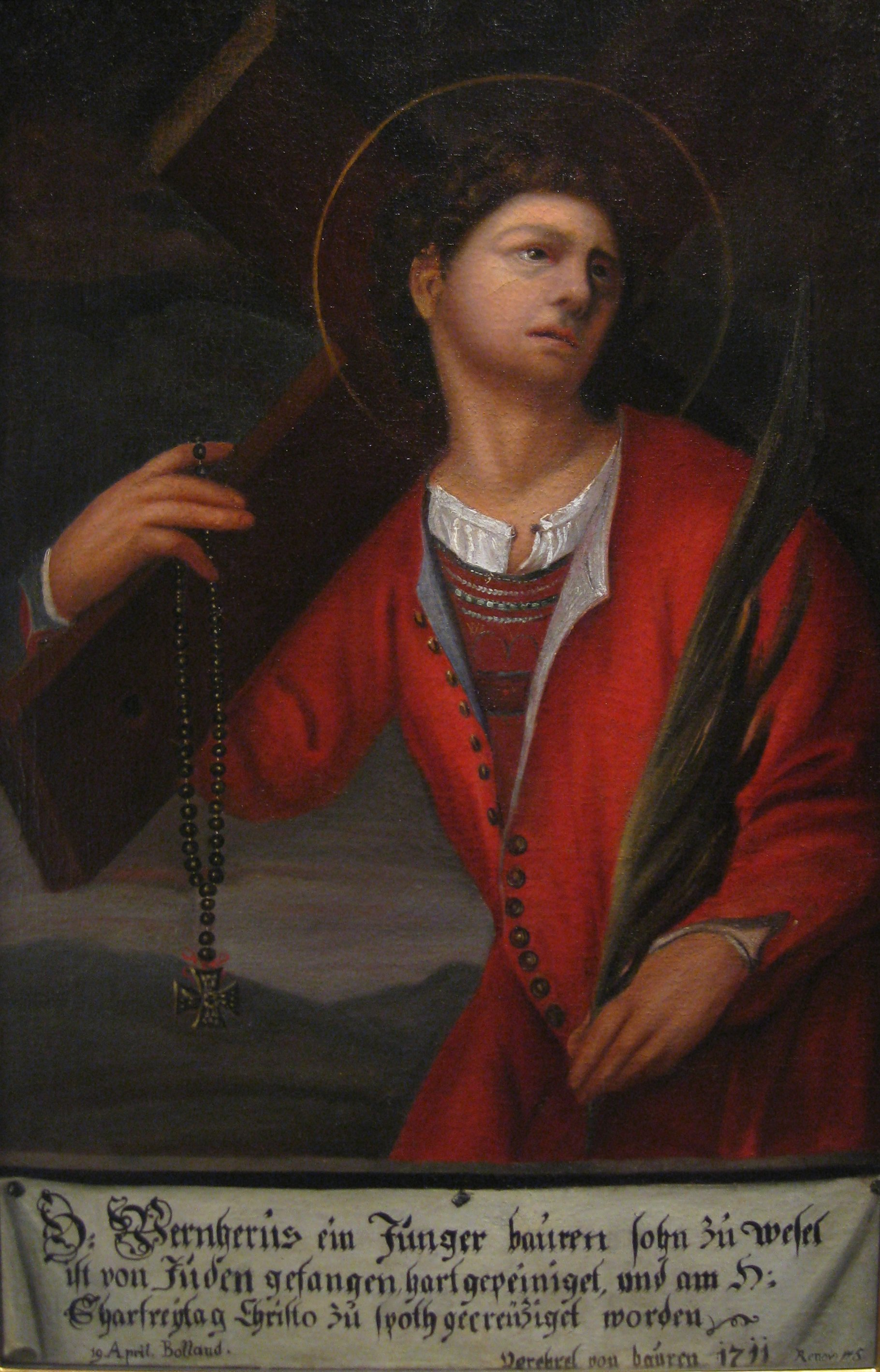
Werner z Oberwesel, zamordowany rzekomo przez Żydów w 1286, przedstawiony na obrazie z 1711 jako męczennik

W 1144 Żydzi z angielskiego Norwich zostali oskarżeni o popełnienie mordu rytualnego, zaraz po tym, jak odnaleziono ciało chłopca, Williama, z ranami zadanymi mu nożem. Opowieść z polecenia biskupa Norwich, Williama de Turbeville zapisana przez Thomasa z Monmouth przerodziła się w lokalny kult religijny, a samo dziecko zostało obwołane męczennikiem. W 1168 niemal identyczne oskarżenia wysunięto pod adresem Żydów z Gloucester: 

Chłopiec Harold... jak mówią, uprowadzony był potajemnie przez Żydów, zdaniem wielu, 21 lutego i ukrywany przez nich do 16 marca. Tej nocy... Żydzi z całej Anglii spotkawszy się... poddawali przedstawionego im chłopca okropnym torturom. Co prawda żaden chrześcijanin nie był przy tym obecny, nie widział i nie słyszał tego czynu, ani też nie stwierdziliśmy, żeby cokolwiek ujawnione zostało przez kogokolwiek z Żydów... [Jednak po zbadaniu ran na ciele chłopca] uznano lub odgadnięto, iż tortury te zostały mu zadane w takowy sposób. Jasne było, że uczynili zeń chwalebnego męczennika dla Chrystusa.

 Historia doprowadziła do całej serii prześladowań Żydów. W 1189, delegacja Żydów biorąca udział w koronacji Ryszarda Lwie Serce została zaatakowana przez tłum. Wkrótce potem doszło do masakry wyznawców judaizmu w Londynie i Yorku. W lutym 1190 większość Żydów z Norwich zamordowano w ich domach, poza kilkoma, którzy znaleźli schronienie w tamtejszym zamku. W 1290 wydalono wszystkich Żydów z Anglii (zezwolono im na powrót dopiero w 1655).
W 1171 we francuskim Blois posądzenie o popełnienie mordu rytualnego doprowadziło do śmierci 31 Żydów (według innych źródeł – 40), którzy zostali spaleni żywcem. Oskarżenia wytoczono także w Bury St Edmunds (1181), Pontoise, Braisnes-sur-Aronde i Saragossie (1182) oraz w Winchesterze (Anglia) (1192).
Pod koniec 1233 w Laudzie nad rzeką Tauber Żydów oskarżono o zamordowanie dziecka chrześcijańskiego. Było to pierwsza tego typu sprawa w Niemczech. W dniach 1-3 stycznia 1234 miały miejsce w mieście zamieszki, podczas których atakowano domy żydowskie. Rok później podobny przypadek rzekomo miał miejsce w Fuldzie. Według opowieści, w Boże Narodzenie, gdy rodzice byli w kościele, Żydzi mieli zabić pięciu chłopców i zebrać ich krew do toreb uszczelnionych woskiem. W wyniku oskarżenia zamordowano 34 starozakonnych.

Wczesna wzmianka o używaniu krwi chrześcijańskiej przez Żydów pojawiła się w Bonum Universale de Apibus (napisanym pomiędzy 1257 a 1263) Tomasza z Cantimpré. Pisał on: 

Jest całkiem pewne, że Żydzi z każdej prowincji co roku decydują, która kongregacja bądź miasto wyśle chrześcijańską krew innym kongregacjom.

 Tomasz wierzył także, że od czasu, gdy grupa Żydów oświadczyła Piłatowi podczas męki Chrystusa: Krew Jego na nas i na dzieci nasze, cały naród cierpi na hemoroidy: 

Pewien bardzo uczony Żyd, który został nawrócony na [chrześcijańską] wiarę, poinformował nas, że gdy cieszył się opinią proroka pomiędzy nimi, zbliżając się do końca jego życia, uczynił następującą przepowiednię: „Bądźcie pewni, że ulgę od sekretnej choroby, na którą jesteście narażeni, może zostać zapewniona jedynie poprzez krew chrześcijańską (solo sanguine Christiano). Ta sugestia została przyjęta przez zawsze zaślepionych i bezbożnych Żydów, którzy rozpoczęli obyczaj rozsiewania chrześcijańskiej krwi w każdej prowincji, w celu uleczenia ich z ich dolegliwości.

 Tomasz dodawał także, że Żydzi źle zrozumieli słowa swojego proroka, który poprzez wyrażenie solo sanguine Christiano chciał wskazać nie krew chrześcijanina, ale sakrament Komunii Świętej (krew Chrystusa) – jedyne remedium na fizyczne i psychiczne cierpienie. Nie ujawnił imienia tego bardzo uczonego prozelity, ale mógł to być Nicholas Donin z La Rochelle, który w 1240 brał udział w dyspucie z rabinem Jehielem z Paryża, której tematem był Talmud. Efektem było zbiorowe palenie talmudycznych manuskryptów w 1242. Wiadomo, że Tomasz z Cantimpré osobiście znał Nicholasa.
O sprawie Hugh z Lincoln wspomniał m.in. Geoffrey Chaucer, dzięki czemu stała się ona powszechnie znana. 9-letnie dziecko imieniem Hugh, syn Beatrice, zaginęło 31 lipca 1255. Jego ciało odkryto 29 sierpnia, pokryte nieczystościami, w jamie kloacznej należącej do żydowskiego mężczyzny o nazwisku Copin (lub Koppin). Gdy sędzia John z Lexington, obiecał mu, że jego życie zostanie oszczędzone, gdy przyzna się do winy, Żyd miał zeznać, iż chłopiec został ukrzyżowany przez jego współwyznawców, którzy rzekomo zebrali się w Lincoln właśnie w tym celu. Henryk III Plantagenet, który przybył do Lincoln na początku października, odmówił wypełnienia przyrzeczenia Johna. Copin został zabity, a 91 Żydów z Lincoln aresztowano i sprowadzono do Londynu, gdzie dokonano egzekucji 18 z nich. Reszta została ułaskawiona dzięki wstawiennictwu Franciszkanów.
W 1267 Pforzheim (Badenia) ciało siedmioletniej dziewczynki zostało odnalezione przez rybaków w nurtach rzeki. O popełnienie morderstwa posądzono tamtejszych Żydów. Gdy pokazano im zwłoki, krew zaczęła rzekomo wypływać z ran, twarz dziecka miały pokryć rumieńce, a oba ramiona uniosły się. Dodatkowo pojawiły się zeznania córki obłąkanej kobiety, która miała sprzedać dziecko Żydom. Nie doszło do oficjalnego dochodzenia; najprawdopodobniej kobieta ta była właściwą morderczynią. Następstwem tych oskarżeń był mord sądowy popełniony na Żydach.
W 1270 w Weißenburgu (Alzacja) wydarzyła się podobna historia. Według ówczesnych opowieści, tamtejsi Żydzi mieli 29 czerwca powiesić za nogi dziecko (którego ciało zostało później odnalezione w rzece Lauter) i otworzyć mu żyły, pozyskując w ten sposób jego krew. Tutaj także rzekomo pojawił się cud – rany chłopca miały krwawić przez pięć następnych dni. Z 1285 pochodzi natomiast relacja o rzekomym mordzie rytualnym w Monachium.
„Cuda” miały także towarzyszyć mordowi rytualnemu, o jaki oskarżono Żydów z Oberwesel w 1286. Ciało 11-letniego Wernera rzekomo płynęło po Renie pod prąd, emitując nadnaturalny blask. Zwłoki miały także przejawiać uzdrawiające właściwości. Efektem tego były ataki na Żydów z Oberwesel i sąsiednich miast, powtarzające się w latach 1286-1289. Cesarz Rudolf I Habsburg, do którego zwrócili się starozakonni z prośbą o ochronę, wydał dokument, w którym stwierdził, iż Żydom wyrządzono wielką krzywdę. Nakazał także spalenie ciała Wernera i rozsypanie jego prochów.
Relacje o rzekomym mordzie rytualnym pochodzą także z 1287 z Berne (chłopcu Żydzi mieli obciąć głowę) i 1293 z Krems (chłopca zabito jakoby dla zdobycia jego krwi).

W 1329 w Sabaudii z torturowanego Żyda wydobyto „wyznanie”, iż jego współwyznawcy 

wyrabiają z głów i wnętrzności zamordowanych dzieci chrześcijańskich smarowidło albo potrawę zwaną aharace [tzn. charoset], którą spożywają na Pesach zamiast ofiary; przygotowują to jadło przynajmniej raz na sześć lat, wierząc, że ich to zbawia.

W Kronice Konrada Justingera z 1423 odnaleźć można zapis, że w 1294 Żydzi z Berna torturowali i zamordowali chłopca imieniem Rudolf. Bezzasadność tych zarzutów wykazał Jakob Stammler, pastor z Berna w 1888.

### Renesans

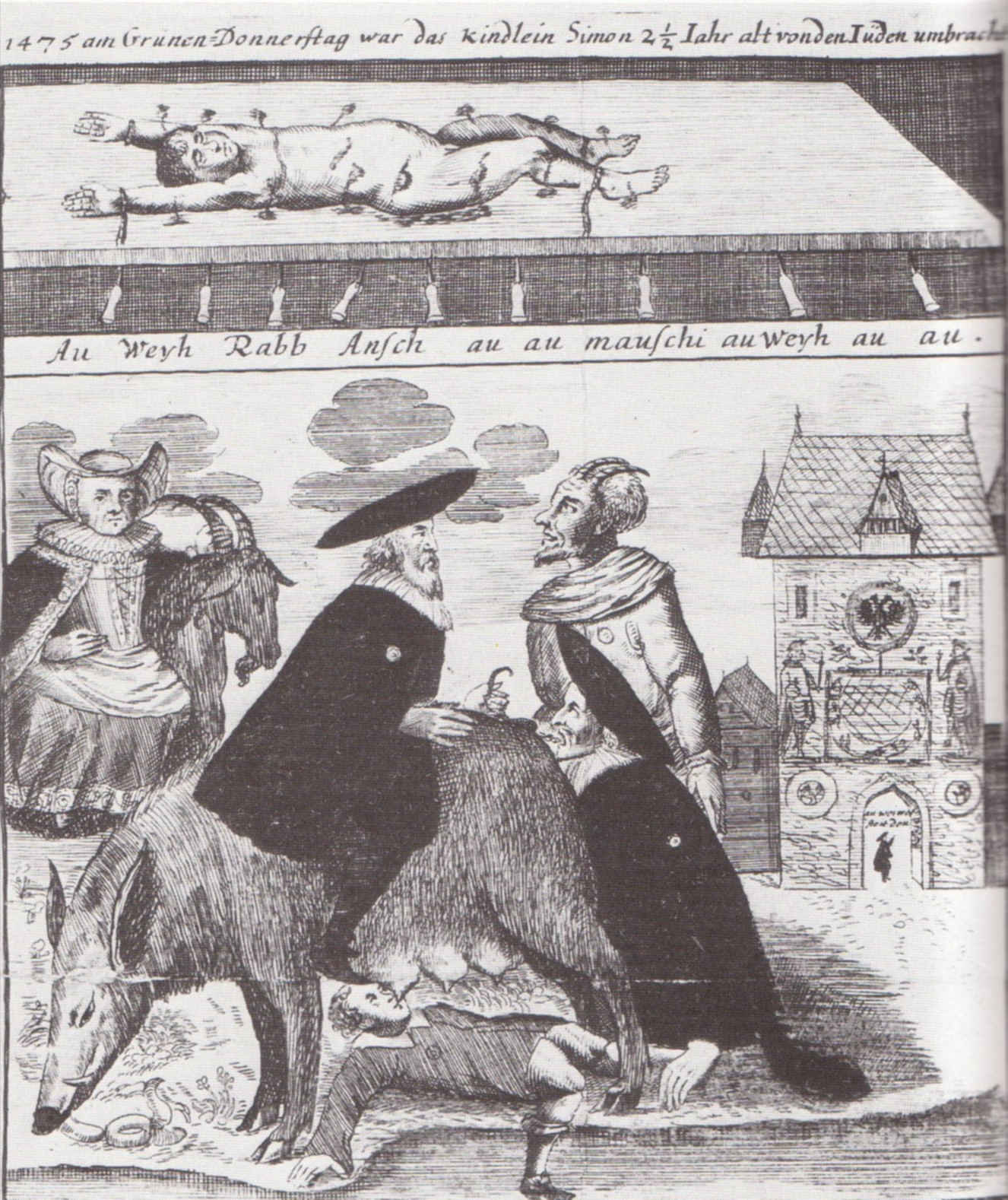
XVIII-wieczna rycina: ciało Szymona z Trydentu (u góry) i Judensau (u dołu)

W marcu 1475 zaginął 2-letni Szymon z Trydentu. Jego ojciec oskarżył Żydów o porwanie i zamordowanie syna. 15 trydenckich wyznawców judaizmu zostało osądzonych, skazanych na śmierć i spalonych żywcem. Szymon został uznany za świętego i kanonizowany przez papieża Sykstusa V w 1588. Pomimo tego, rzekomy mord Żydów na Szymonie z Trydentu jest czasem przedstawiany jako fakt przez radykalnych antysemitów.
Krzysztof z Toledo, znany także jako Krzysztof z La Guardia lub „święte dziecko z La Guardia”, był 4-letnim chrześcijańskim chłopcem, którego w 1491 miało zabić dwóch Żydów i trzech konwertytów. W efekcie tych oskarżeń, zabito ośmiu mężczyzn. Obecnie uważa się, że cała sprawa została spreparowana, aby ułatwić wygnanie Żydów z Hiszpanii. Krzysztof z Toledo został kanonizowany przez Piusa VII w 1805. Obecnie nie figuruje on już w kanonie świętych, ale jego kult wciąż praktykowany jest w La Guardia.
W 1536 w Tyrnau (obecnie Trnawa na Słowacji) odnaleziono ciało trzyletniego chłopca. Mieszczanie oskarżyli tamtejszych Żydów o zamordowanie dziecka. W trakcie śledztwa z podejrzanych wydobyto przy pomocy tortur absurdalne zeznania – m.in. o menstruacji żydowskich mężczyzn i stosowaniu przez nich chrześcijańskiej krwi jako remedium na tę przypadłość. Oskarżeni zostali skazani na śmierć i zabici, a cesarz Ferdynand I Habsburg wydał dokument, którym wygnał wszystkich Żydów z miasta i zakazał im osiedlania się w nim w przyszłości.
W 1529 w Bösing (Bazin, obecnie Pezinok na Słowacji) Żydów oskarżono o porwanie, okrutne torturowanie i zamordowanie 9-letniego chłopca. Mieli oni wykrwawić dziecko na śmierć. 30 Żydów przyznało się do winy. Zostali za to publicznie spaleni żywcem. Prawdziwe fakty na temat tej sprawy wyszły na jaw o wiele później, kiedy dziecko odnalazło się żywe w Wiedniu. Jak się okazało, zostało ono uprowadzone przez oskarżyciela, hrabiego Wolfa z Bazin, który dzięki temu w prosty sposób pozbył się swoich żydowskich wierzycieli.
Pod koniec 1553 lub na początku 1554 sułtan Imperium Osmańskiego Sulejman Wspaniały wydał firman (dekret), oficjalnie odrzucający oskarżenia o używanie ludzkiej krwi przez Żydów.

### Barok

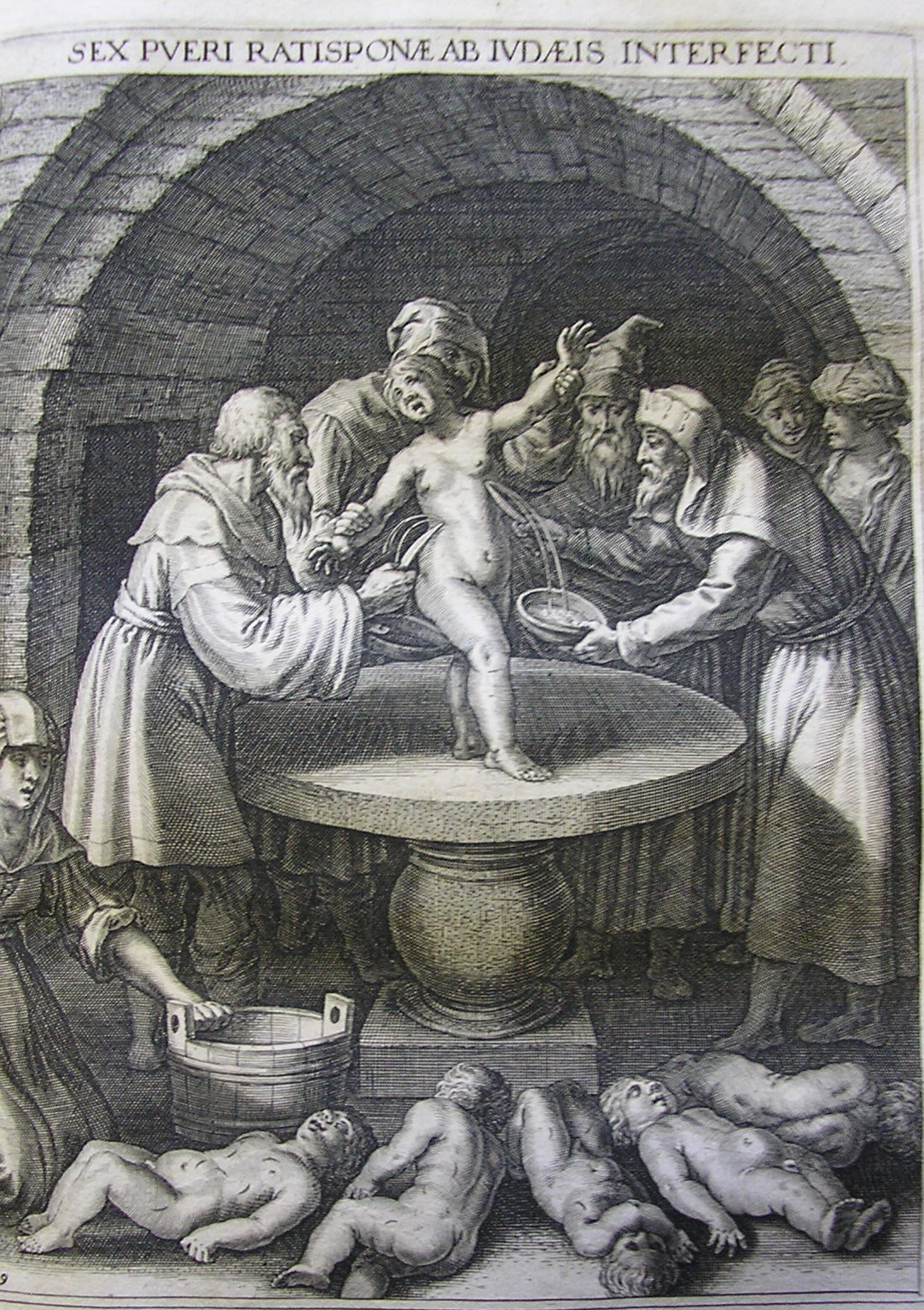
Niemiecka rycina z 1627 przedstawiająca rzekomy mord rytualny

W austriackim Rinn niedaleko Innsbrucku, chłopiec o imieniu Alexander Oxner (również znany jako Anderl von Rinn) miał zostać kupiony w 1462 przez żydowskich kupców, a następnie brutalnie zamordowany w lesie za miastem. Jego krew rzekomo zebrano do wielu naczyń. Inskrypcje wewnątrz kościoła w Rinn, pochodzące z 1575 mówią m.in. o cudach, jakie miały mieć później miejsce – pieniądze, któremu zapłacono za chłopca jego ojcu chrzestnemu zamieniły się rzekomo w liście, a na grobie dziecka wyrosła lilia. W XVII wieku rozwinął się kult Oxnera, pielęgnowany przez lokalny kler. W 1994 biskup Innsbrucku oficjalnie zakazał jego praktykowania.
W prawosławiu jako święty czczony jest sześcioletni Gabriel Zabłudowski. 11 kwietnia 1690 chłopiec, pozostawiony w domu w Zwierkach niedaleko Zabłudowa (województwo podlaskie) bez opieki, zaginął. Po jakimś czasie jego ciało odnaleziono na pobliskich polach. Przeprowadzone śledztwo, a potem proces sądowy zakończyło się oskarżeniem miejscowych Żydów o porwanie chłopca. Dokonać tego miał żydowski arendarz wsi – Szutko, który rzekomo przewiózł chłopca do Białegostoku. Według oskarżenia, dziecko poddano tam kilkudniowym torturom i mordowi rytualnemu. Z powodu upływu krwi zmarło 20 kwietnia (według dzisiejszego kalendarza 3 maja), a jego ciało potajemnie pozostawiono na skraju lasu. Oskarżeniu sprzyjał fakt, iż śmierć dziecka nastąpiła w czasie święta Pesach, kiedy to zgodnie z rozpowszechnioną wiarą ówczesnego świata chrześcijańskiego, Żydzi dokonywali mordów rytualnych. Wśród społeczności prawosławnej od momentu pogrzebania chłopca na cmentarzu w Zwierkach narastał kult dziecka. Wzmocnienie legendy Gabriela nastąpiło po 30 latach, gdy rozeszła się wiadomość, że podczas jednego z pochówków, nieumyślnie naruszono jego grób i zobaczono, że ciało nie uległo rozkładowi. Bezpośrednio po tym, wiele osób zaczęło twierdzić, że ozdrowiało. Według legend ustała również panująca w okolicy epidemia. W 1820 odbyła się kanonizacja Gabriela, traktowanego jako męczennika. Od tej pory kult stał się ogólnorosyjski, wyznaczono dzień liturgicznego wspomnienia chłopca. W 1997 państwowa telewizja Białorusi podtrzymała tezę o rytualnym mordzie żydowskim dokonanym na prawosławnym dziecku. Po latach komunizmu, odrodzenie kultu Gabriela Zabłudowskiego na Białorusi zostało opisane w międzynarodowych raportach na temat przestrzegania praw człowieka i swobód religijnych jako niebezpieczny przejaw antysemityzmu. Dane na ten temat przekazano m.in. UNHCR.

### XIX–XX wiek

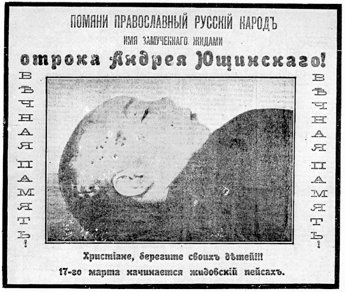
Broszura z Kijowa, z 1910, przedstawiająca ciało dziecka rzekomo zamordowanego przez Żydów. Napis głosi: „Chrześcijanie, uważajcie na swoje dzieci!!! 17 marca wypada żydowska Pascha!”

- 1834 – oskarżenie Żydów o zamordowanie chłopca w pobliżu Neuenhoven w gminie Jüchen, niedaleko Düsseldorfu w Królestwie Prus[31].
- 1840 – Żydzi zamieszkujący grecką wyspę Rodos, znajdującą się wówczas w granicach Imperium Osmańskiego, zostali posądzeni o zamordowanie chrześcijańskiego dziecka. Do oskarżeń przyłączyli się lokalny gubernator, jak również wysłannicy europejskich państw znajdujący się na wyspie. Aresztowano kilku Żydów, których poddano torturom. Cała żydowska dzielnica została zablokowana na 12 dni. Śledztwo urządzone przez centralne władze osmańskie doprowadziło do uniewinnienia oskarżonych[32].
- 1840 – gdy mieszkający w Damaszku kapucyn, ojciec Tomasz, zaginął wraz ze swym służącym, Żydzi zamieszkujący miasto zostali oskarżeni o popełnienie mordu rytualnego. Starozakonni byli torturowani i zabijani, splądrowano damasceńską synagogę, nastąpiła cała seria pogromów. Sprawa wywołała międzynarodowe reakcje, kolejne kraje zwracały się do sułtana w obronie Żydów. Ostatecznie posądzanych o popełnienie morderstwa wyznawców judaizmu uwolniono[33].
- 1882 – Żydzi z węgierskiego Tiszaeszlár zostali posądzeni o popełnienie mordu rytualnego na 14-letniej chrześcijańskiej dziewczynie, Eszter Solymossi. Sprawa przyczyniła się do nagłego wzrostu antysemityzmu w całym kraju i napaści na Żydów. Od podejrzewanych o udział w zabójstwie Żydów wymuszano zeznania torturami, co doprowadziło do postawienia przed sądem grupy Żydów pod zarzutem zabójstwa. Gdy dwa i pół miesiąca po zaginięciu zwłoki zaginionej znaleziono w rzece (przyczyną zgonu było utonięcie), antysemicko nastawiony sędzia śledczy negował, że jest to Eszter Solymossi, wywodząc, że „prawdziwa” Solymossi padła ofiarą mordu rytualnego, a zwłoki podrzucili do rzeki Żydzi dla zatarcia śladów. Jednakże bardzo stanowcza postawa kolejno powoływanych jako biegłych profesorów medycyny wykazała, że topielica to zaginiona dziewczyna i rok po zdarzeniu wszystkie oskarżone osoby zostały uniewinnione przez sąd[34].
- 1891 – gdy w Xanten (Nadrenia Północna-Westfalia) odnaleziono zwłoki chłopca, o jego zabójstwo oskarżono Żydów, którym przypisano skłonność do zbierania krwi[31].
- 1899 – Leopold Hilsner, żydowski włóczęga, został oskarżony o zamordowanie 19-letniej katoliczki Anežki Hrůzovej, poprzez podcięcie jej gardła. Osądzono go i skazano na karę śmierci. Później postawiono mu także zarzut zabicia innej kobiety wyznania chrześcijańskiego. W 1901 wyrok został zamieniony na karę dożywotniego więzienia. Tomáš Masaryk, wówczas prominenty austro-węgierski profesor i przyszły prezydent Czechosłowacji rozpoczął kampanię w obronie Hilsnera. W marcu 1918 skazany został ułaskawiony przez cesarza Karola I Habsburga. Nigdy nie został oczyszczony z zarzutów, a prawdziwy sprawca zbrodni nie został wykryty[35].  Osobny artykuł: Sprawa Hilsnera.
- 1903 – pogrom w Kiszyniowie. Antyżydowskie zamieszki rozpoczęły się po tym, jak antysemicka gazeta napisała o tym, że chrześcijański chłopiec, Michaił Rybaczenko, został znaleziony zamordowany w Dubosarach. Czasopismo oskarżyło o mord Żydów, którzy rzekomo potrzebowali krwi dziecka dla przygotowania macy. W wyniku zamieszek 49 Żydów zostało zabitych, setki odniosło rany, a ok. 700 domów splądrowano i zniszczono[36].
- 1910 – Żydów z irańskiego Sziraz posądzono o zamordowanie muzułmańskiej dziewczynki. Cała żydowska dzielnica została splądrowana. Zginęło 12 osób, a ok. 50 odniosło rany[37].
- 1913 – ukraiński Żyd Menachem Mendel Bejlis, był oskarżonym w procesie, który odbył się w 1913 i przeszedł do historii jako proces Bejlisa lub sprawa Bejlisa. Był to ostatni proces o dokonanie mordu rytualnego przez Żydów. Według oskarżenia, miał on zamordować chrześcijańskie dziecko, a jego krwi użyć przy wyrobie macy. Bejlis został uniewinniony przez ławę przysięgłych (złożoną wyłącznie z chrześcijan) po procesie szeroko relacjonowanym przez ówczesne media[38].
- 1928 – Żydzi z amerykańskiej miejscowości Massena w stanie Nowy Jork, zostali oskarżeni o porwanie i zamordowanie chrześcijańskiej dziewczynki, która zaginęła. Dziecko odnalazło się całe i zdrowe[39].
- Saudyjski król Fajsal kilkakrotnie powtarzał oskarżenia względem paryskich Żydów o popełnianie przez nich mordów rytualnych[40].
- W 1986 syryjski minister obrony, Mustafa Talas, napisał książkę pt. Maca Syjonu. Publikacja skupia się na dwóch kwestiach – ponownym oskarżeniu Żydów z Damaszku o popełnieniu przez nich mordu rytualnego w 1840 i Protokołach Mędrców Syjonu[41]. Książka była cytowana przez syryjskiego delegata podczas konferencji ONZ w 1991.

### Współcześnie
- 28 października 2001 największa egipska gazeta Al-Ahram opublikowała artykuł pt. Żydowska maca przyrządzana z arabskiej krwi. Streszczał on książkę Talasa, podając jednak także że: Bestialska praktyka, aby wyrabiać pesachowe mace krwią nie-Żydów, jest [potwierdzona] w danych policji palestyńskiej, gdzie jest wiele przypadków odnalezienia ciał arabskich dzieci, które zaginęły, rozdartych na części, bez ani jednej kropli krwi. Najrozsądniejszym wyjaśnieniem jest to, że krew została zabrana, aby dodać ją podczas zagniatania ciasta przez ekstremistycznych Żydów[42].
- 10 marca 2002, w jednym z najważniejszych rządowych saudyjskich dzienników opublikowano artykuł dr. Umaymy Ahmada Al-Jalahma z Uniwersytetu Króla Fajsala w Ad-Dammam, zatytułowany Specjalnym składnikiem żydowskich świąt jest ludzka krew od nieżydowskiej młodzieży. Jak napisał autor tekstu, chciałbym wyjaśnić, że to, że Żydzi rozlewali ludzką krew aby przygotować ciasto na ich święta, jest dobrze udokumentowanym faktem, historycznie i prawnie, w ciągu całej historii. Było to jednym z głównych powodów prześladowań i wygnań, których było dużo w Europie i Azji w różnych czasach[42]. Po protestach, jakie napłynęły do redakcji, wydawca przyznał, iż tekst nie nadawał się do publikacji, ponieważ nie był oparty na faktach historycznych[42]. Podobne artykuły w prasie arabskojęzycznej sprawiły, że w 2003 w Al-Ahram serię tekstów opublikował Osam Al-Baz, doradca prezydenta Egiptu, Hosniego Mubaraka. Napisał on, że Arabowie i wszyscy muzułmanie nigdy nie byli antysemitami, ale przyznał także, że kilku arabskich pisarzy i ludzi mediów atakowało Żydów na podstawie rasistowskich przesądów i mitów wywodzących się z Europy. Zaapelował także do czytelników, aby nie ulegali mitom takim, jak mord rytualny popełniony przez Żydów[43].
- 21 października 2002 wydawana w Londynie arabskojęzyczna gazeta Al-Hayat, podała, że wydanie książki Maca Syjonu zostało wznowione po raz ósmy. Poinformowano także, iż publikacja była w trakcie tłumaczenia na język angielski, francuski i włoski.
- Syryjskie instytucje rządowe, takie jak np. ministerstwo bezpieczeństwa, ministerstwo kultury, komenda policji w Damaszku czy departament antyków i muzeów, stworzyły serial w tamtejszej telewizji, pt. Asz-Szatat (diaspora). Pod koniec 2003 wyemitowano go w Syrii i Libanie, na antenie telewizji satelitarnej Al-Manar, będącej własnością Hezbollahu. Serial oparty jest na motywach broszury Protokoły mędrców Syjonu, ukazując Żydów jako twórców spisku mającego rządzić światem, morderców chrześcijańskich dzieci, używających ich krwi przy wyrobie macy[44][45]
- W 2004 w irańskim serialu telewizyjnym pojawiła się informacja o tym, że izraelski rząd kradnie oczy palestyńskich dzieci w izraelskich szpitalach[46].
- Na początku stycznia 2005 20 członków Dumy rosyjskiej publicznie oskarżyła Żydów o popełnianie mordów rytualnych. Grupa parlamentarzystów udała się do biura prokuratora generalnego, żądając, aby rząd rosyjski „zakazał działalności wszystkich żydowskich organizacji”. Oskarżyli je o ekstremizm, a także określili je jako antychrześcijańskie i nieludzkie, których praktyki sięgają nawet mordów rytualnych. Twierdzili również, że wiele faktów świadczących o takim religijnym ekstremizmie zostało potwierdzonych w sądach. Oskarżenia obejmowało tradycyjne antysemickie stereotypy, takie jak twierdzenie, iż cały demokratyczny świat dziś jest pod finansową i polityczną kontrolą międzynarodowego żydostwa. I nie chcemy, aby nasza Rosja była pośród takich zniewolonych krajów. Wszystkie te twierdzenia i żądania zawarto w iście otwartym do prokuratora generalnego w narodowo-konserwatywnej gazecie Ruś Prawosławnaja. Grupa posłów składała się z członków ultranacjonalistycznej Liberalno-Demokratycznej Partii Rosji, Komunistycznej Partii Federacji Rosyjskiej i nacjonalistycznej Rodiny, wraz z ok. 500 zwolennikami. Dokument przez nich podpisany znany jest jako List Pięciuset (Письмо пятисот)[47][48].
- Pod koniec 2005 w rosyjskim Krasnojarsku zaginęło pięciu chłopców w wieku od 9 do 12 lat. W maju 2005 ich spalone ciała zostały odnalezione w miejskich kanałach. Zbrodnia nie została wyjaśniona, a w sierpniu 2007 dochodzenie w tej sprawie zostało przedłużone do listopada 2007[49]. Niektóre rosyjskie grupy nacjonalistyczne twierdziły, że dzieci zostały zamordowane przez żydowską sektę w celach rytualnych[50][l] Nacjonalista M. Nazarow, jeden z autorów „Listu Pięciuset”, twierdził, że istnieje chasydzka sekta, której członkowie zabijają dzieci przed Paschą, aby uzyskać ich krew, wskazując na sprawę Bejlisa jako dowód. Nacjonalistyczna Unia Rosyjskiego Ludu zażądała od władz przeszukania w tej sprawie synagog i piekarni macy[51].
- 20 grudnia 2005, podczas dyskusji pomiędzy irańskimi analitykami politycznymi, transmitowanej przez telewizję Jaam-e Jam 2, dr Hasan Hanizadeh (autor książki Historia Żydów) stwierdził, że Żydzi dopuścili się dwóch „przerażających incydentów” w XIX-wiecznej Europie: W 1883, około 150 francuskich dzieci zostało zamordowanych w straszny sposób na przedmieściach Paryża, przed żydowskim świętem Paschy. Późniejsze badania pokazały, że Żydzi zabili je i zebrali ich krew... Podobny przypadek miał miejsce w Londynie, gdzie wiele angielskich dzieci zostało zabitych przez żydowskich rabinów...[52][53]
- W lutym 2007 włoski historyk Ariel Toaff opublikował książkę Pasque di sangue. Ebrei d’Europa e omicidi rituali („Krwawa Pascha. Europejscy Żydzi i mord rytualny”), w której zawarł tezę, że mord rytualny praktykowany był w XV wieku przez pewną sektę Żydów aszkenazyjskich. Sugestię tę oparł na analizie historycznych protokołów przesłuchań oskarżanych Żydów, w czasie których stosowano tortury i inne formy wymuszania zeznań przemocą. Książka spotkała się z szeroką krytyką historyków jako oparta na fałszywych założeniach i wykorzystująca historyczne źródła w sposób niezgodny z warsztatem naukowym. Ariel Toaff kilka tygodni po publikacji wycofał swoją książkę ze sprzedaży. W drugim wydaniu (2008) w reakcji na krytykę stwierdził, że Żydzi nie mieli nic wspólnego z mordem w Trento[54].

## W Polsce

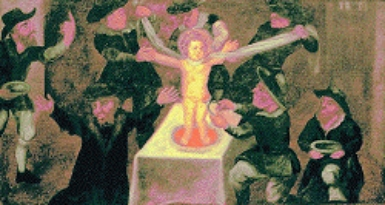
Fresk z kościoła Nawrócenia św. Pawła Apostoła w Sandomierzu przedstawiający rzekomy mord rytualny

Pierwsze oskarżenie o popełnienie przez Żydów mordu rytualnego w Polsce pochodzi z 1407. Jego obiektem byli krakowscy wyznawcy judaizmu. W dawnej Rzeczypospolitej praktyki takie rozpowszechniły się w połowie XVI wieku (1547 – Rawa Mazowiecka, 1569 – Łęczyca). Liczba oskarżeń zwiększyła się na przełomie XVI i XVII wieku, wraz z umacnianiem się ruchów kontrreformacyjnych. Kolejne kryzysy polityczne i coraz gorsza sytuacja gospodarcza państwa wpłynęła na ich ponawianie w II połowie XVII i I połowie XVIII wieku (m.in. 1710 – Sandomierz, 1736 – Poznań). W 1759, we Lwowie, podczas dysputy religijnej pomiędzy Żydami a frankistami, ci ostatni oskarżyli wyznawców judaizmu o używanie krwi chrześcijańskiej w celach rytualnych (co miał być rzekomo zapisane w Talmudzie). Pojedyncze oskarżenia pojawiały się także w XIX, a nawet w XX wieku (1900 – pogrom chojnicki). W 1946 pogrom kielecki rozpoczął się od fałszywego oskarżenia ocalałych z Holocaustu Żydów o popełnienie mordu rytualnego.

## Stosunek Kościoła katolickiego do oskarżeń
Pomimo tego, że na przestrzeni wieków papieże wielokrotnie potępiali oskarżenia pod adresem Żydów o popełnianie mordu rytualnego, niższy kler bardzo często inspirował i popierał pogłoski o zabijaniu dzieci przez wyznawców judaizmu. W niektórych przypadkach doprowadzało to do powstawania lokalnych kultów osób rzekomo zamordowanych przez Żydów.
Reakcje papieży na oskarżenie Żydów o mord rytualny :
- Innocenty IV dwukrotnie w 1247 przestrzegał kler, książąt, szlachtę i mieszczan przed oskarżaniem wyznawców judaizmu o zabijanie dzieci i niepokojeniem ich. W encyklice Lachrymabilem Judaeorum Alemannie pisał, że Żydzi są fałszywie oskarżani o to, że podczas tejże uroczystości [Paschy] przyjmują komunię z serca zabitego dziecka. Wierzy się, że tak nakazuje ich Prawo, chociaż jest to wyraźnie sprzeczne z Prawem. Gdziekolwiek znajdzie się martwe ciało, ich prześladowcy je złośliwie im podrzucają[17].
- Grzegorz X w 1272 w dokumencie Constitutio pro Judeis odrzucił wszelkie oskarżenia o mord rytualny pod adresem Żydów[56]. Zabronił on duchownym rozpowszechniania tego typu opowieści, podkreślając, że Wrogowie Żydów podnoszą przeciw nim oskarżenie, że potajemnie kradli i zabijali te dzieci, po czym składali w ofierze ich serca i krew...[17]
- Marcin V w 1422 zaprotestował przeciwko twierdzeniu, jakoby Żydzi dodawali krwi ludzkiej do swego przaśnego chleba, szerzonym pośród ludu przez kaznodziejów z różnych zakonów[17].
- Mikołaj V w 1447 wydał bullę, w której ganił duchownych rozpowiadających, jakoby Żydzi potrzebowali serca i wątroby chrześcijanina do obchodzenia pewnych świąt[31].
- Benedykt XIV zezwolił na celebrowanie lokalnego kultu Anderla z Rinn, ale odmówił dokonania kanonizacji jego osoby.
- Klemens XIII polecił nuncjuszowi w Warszawie odpierać oskarżenia o używanie do chleba przaśnego, krwi ludzkiej, osobliwie chrześciańskiej jako fałszywem wsparte zdaniem.